# Phil Ford
Phil Jackson Ford (Rocky Mount, 9 febbraio 1956) è un ex cestista e allenatore di pallacanestro statunitense, professionista nella NBA.

## Carriera
È stato selezionato dai Kansas City Kings al primo giro del Draft NBA 1978 (2ª scelta assoluta).
Con gli Stati Uniti ha disputato i Giochi olimpici di Montréal 1976.

## Statistiche

### NBA

#### Regular Season
| Anno      | Squadra         | PG  | PT  | MP   | TC%  | 3P%  | TL%  | RP  | AP  | PRP | SP  | PP   |
| --------- | --------------- | --- | --- | ---- | ---- | ---- | ---- | --- | --- | --- | --- | ---- |
| 1978-1979 | K.C. Kings      | 79  | -   | 34,5 | 46,5 | -    | 81,3 | 2,3 | 8,6 | 2,2 | 0,1 | 15,9 |
| 1979-1980 | K.C. Kings      | 82  | 82  | 32,0 | 46,2 | 17,4 | 81,8 | 2,1 | 7,4 | 1,7 | 0,0 | 16,2 |
| 1980-1981 | K.C. Kings      | 66  | -   | 34,7 | 47,8 | 30,6 | 83,1 | 1,9 | 8,8 | 1,5 | 0,1 | 17,5 |
| 1981-1982 | K.C. Kings      | 72  | 65  | 27,1 | 43,9 | 21,9 | 81,9 | 1,5 | 6,3 | 0,9 | 0,0 | 9,9  |
| 1982-1983 | N.J. Nets       | 7   | 7   | 23,3 | 57,1 | 0,0  | 70,0 | 1,0 | 5,4 | 0,9 | 0,0 | 6,7  |
| 1982-1983 | Milwaukee Bucks | 70  | 56  | 20,7 | 47,1 | 12,5 | 79,6 | 1,4 | 3,6 | 0,7 | 0,0 | 6,8  |
| 1983-1984 | Houston Rockets | 81  | 55  | 24,9 | 50,2 | 13,3 | 83,8 | 1,7 | 5,1 | 0,7 | 0,1 | 7,1  |
| 1984-1985 | Houston Rockets | 25  | 1   | 11,6 | 29,8 | 0,0  | 88,9 | 1,1 | 2,4 | 0,2 | 0,0 | 1,8  |
| Carriera  | Carriera        | 482 | 266 | 28,0 | 46,7 | -    | 82,0 | 1,8 | 6,4 | 1,2 | 0,1 | 11,6 |

#### Playoffs
| Anno     | Squadra         | PG | PT | MP   | TC%  | 3P%  | TL%  | RP  | AP  | PRP | SP  | PP   |
| -------- | --------------- | -- | -- | ---- | ---- | ---- | ---- | --- | --- | --- | --- | ---- |
| 1979     | K.C. Kings      | 5  | -  | 28,6 | 26,3 | -    | 56,3 | 2,4 | 5,8 | 2,4 | 0,0 | 7,8  |
| 1980     | K.C. Kings      | 3  | -  | 36,7 | 46,5 | 75,0 | 81,8 | 2,0 | 8,7 | 1,7 | 0,0 | 17,3 |
| 1981     | K.C. Kings      | 5  | -  | 31,6 | 42,9 | 0,0  | 69,2 | 1,6 | 5,8 | 1,0 | 0,0 | 7,8  |
| 1983     | Milwaukee Bucks | 2  | -  | 2,5  | 0,0  | -    | 100  | 0,0 | 0,5 | 0,0 | 0,0 | 3,0  |
| Carriera | Carriera        | 15 | -  | 27,7 | 36,5 | -    | 71,7 | 1,7 | 5,7 | 1,5 | 0,0 | 9,1  |

## Palmarès
- NCAA John R. Wooden Award (1978)
- 2 volte NCAA AP All-America First Team (1977, 1978)
- NCAA AP All-America Second Team (1976)
- NBA Rookie of the Year (1979)
- NBA All-Rookie First Team (1979)
- All-NBA Second Team (1979)